# Lago Hóp
O lago Hóp situa-se no norte da Islândia perto de Blönduós no Húnafjörður.
Na realidade, o lago Hóp tem mais características de lagoa do que de lago propriamente dito. A área da sua superfície depende da maré e varia entre os 29 e os 44 km², atingindo uma profundidade máxima de 9 metros.